# Grat
|  | Per a altres significats, vegeu «Grat (desambiguació)». |

Grat (Gratus) fou un soldat de la guàrdia pretoriana de Calígula que fou el que va trobar a Claudi amagat a palau després de l'assassinat de l'emperador i el va portar als soldats presentant-lo com un Germànic, l'hereu més adequat de l'imperi el tron del qual havia quedat vacant (Suetoni, Cl. 10; Dió Cassi. lx. ].)